# 19120 Doronina
19120 Doronina (1983 PM1) là một tiểu hành tinh vành đai chính được phát hiện ngày 6 tháng 8 năm 1983 bởi L. G. Karachkina ở Đài vật lý thiên văn Crimean.